# Основи Шиффа

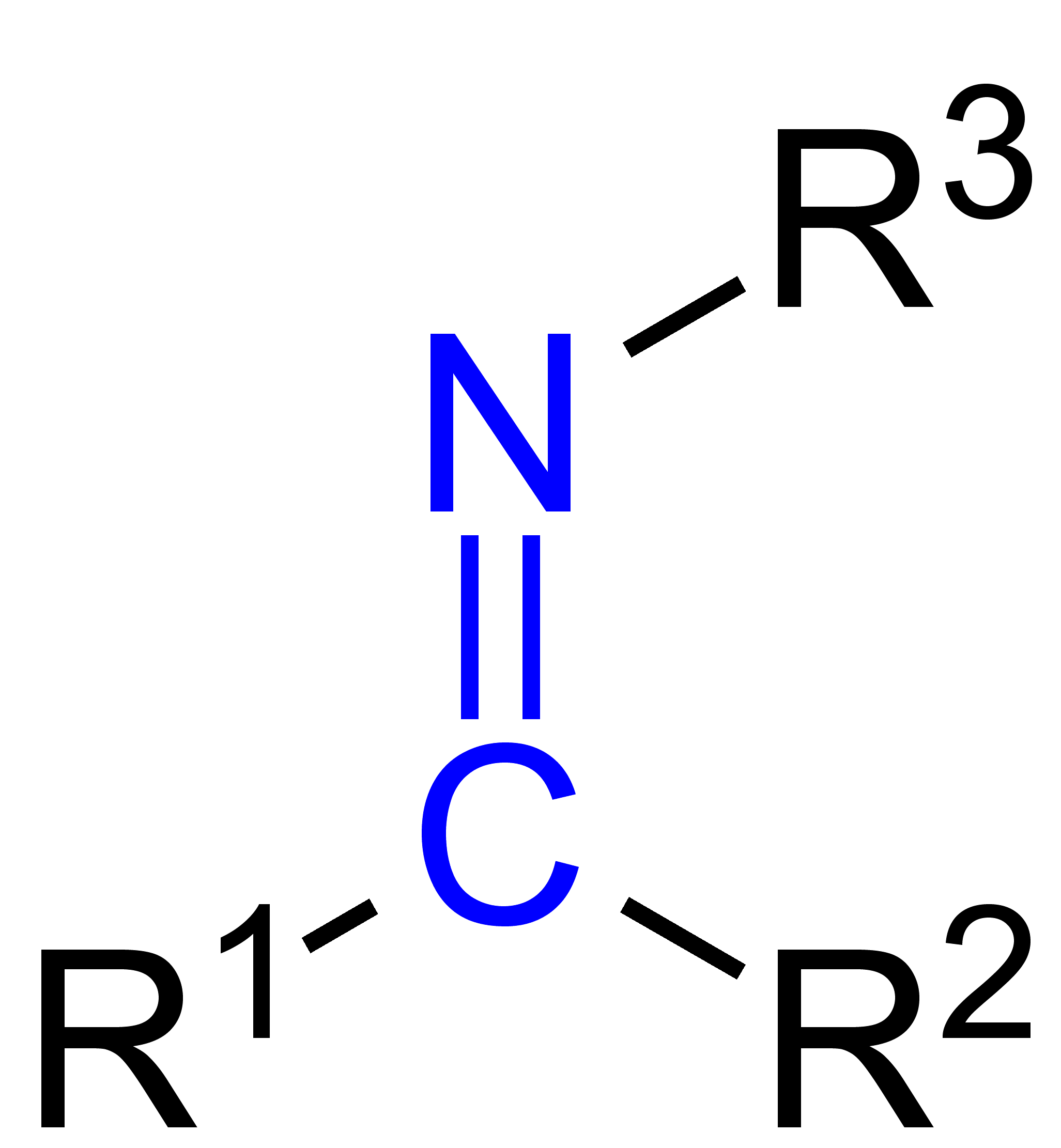
Структура заміщених імінів

Осно́ви Ши́ффа (шиффові основи, азометини) — N-заміщені іміни, органічні сполуки загальної формули R1R2C=NR3, в яких атом Нітрогену пов'язаний з арильною або алкільною групою, але не з атомом Гідрогену. Підклас шиффових основ, синтезованих з аніліну і його похідних (R3 — феніл або заміщений феніл) і карбонільних сполук, тобто N-феніліміни, називаються анілами.
Основи Шиффа — сполуки зі структурою RN=CR2 (R ≠ H). Включають також сполуки RN=CRH (R ≠ H). Слабкі основи, в лужному середовищі порівняно стійкі, розведеними кислотами гідролізуються до амінів і альдегідів, гідруються до втор-амінів.
Основи Шиффа названі на честь німецького біохіміка Гуго Шиффа, який вперше синтезував ці сполуки.

## Властивості
Основи Шиффа — нерозчинні у воді і розчинні в органічних розчинниках маслянисті рідини або кристалічні речовини, в ІЧ-спектрах присутня характеристична смуга зв'язку C=N при 1690—1640 см−1 у N-заміщених алкіліденімінів, у бензиліденанілів — при 1631—1613 см−1. Більшість основ Шиффа безбарвні, проте в разі участі іміногрупи в спряженій системі, можуть мати забарвлення (азометинові барвники).

## Синтез
Основи Шиффа можна синтезувати з ароматичних амінів і карбонільних сполук: реакція відбувається через нуклеофільне приєднання аміну до карбону альдегідної групи з утворенням нестійкого 1,1-аміноспирту з подальшою його дегідратацією до іміну. У типовій реакції 4,4'-діамінодіфенільний етер реагує з o-ваніліном:
При цьому суміш 4,4'-диамінодифенілового етеру 1 (1,00 г, 5,00 ммоль) і o-ваніліну 2 (1,52 г, 10,00 ммоль) в метанолі (40,00 мл) перемішується при кімнатній температурі протягом однієї години. У результаті утворюється оранжевий осад і після фільтрації і промивання з метанолом виходить чиста шиффова основа 3 (2,27 г, 97,00 %).

## Біологічна роль
Інтермедіат, що містить основу Шиффа, утворюється в ході гліколізу в результаті активності ферменту фруктозо-1,6-бісфосфатальдолази.